# Бютяй-Юрдя
Бютя́й-Юрд́я (якут. Бүтэй Үрдэ) — село в Намском улусе Якутии России. Административный центр и единственный населённый пункт Бетюнского наслега.

## География
Село находится в пределах Центрально-Якутской равнины, в долине Энсиэли, на левом берегу реки Лена (протоки Маган-Керех и Турахтах), на расстоянии 12 км от села Намцы, административного центра улуса.
Климат
Средняя температура января −42 °C, июля +17…+18 °С. Осадков выпадает около 200—250 мм в год.

## История
Согласно Закону Республики Саха (Якутия) от 30 ноября 2004 года N 173-З N 353-III село возглавило образованное муниципальное образование Бетюнский наслег.

## Население
| 2002 | 2010 | 2012 | 2013 | 2014 | 2015 | 2016 | 2017 | 2018 | 2019 | 2020 |
| ---- | ---- | ---- | ---- | ---- | ---- | ---- | ---- | ---- | ---- | ---- |
| 578  | ↗608 | ↘582 | ↘574 | ↘565 | ↗577 | ↗583 | ↘576 | ↗577 | ↗585 | ↗587 |
| 2021 |      |      |      |      |      |      |      |      |      |      |
| ↘581 |      |      |      |      |      |      |      |      |      |      |

Национальный состав
Согласно результатам переписи 2002 года, в национальной структуре населения якуты составляли 81 % из 578 чел.

## Улицы
| - ул. Берёзовая, - ул. В. Никитиной, - ул. им Г. Христофорова, - ул. М. Макарова, - ул. Н. Кириллина, | - ул. Парковая, - ул. Партизанская, - ул. Суздалова, - ул. Таллан-Бюрэ, - ул. Школьная. |

## Экономика
Животноводство (мясо-молочное скотоводство, мясное табунное коневодство).

## Инфраструктура
Действуют дом культуры, средняя общеобразовательная школа, учреждения здравоохранения и торговли.

## Транспорт
Село стоит на автодороге 98К-005 Нам Якутск — Намцы — Булус.

## Достопримечательности
В селе расположен Мемориал «Солдат Победы» погибшим воинам и участникам Великой Отечественной войны.